# Stedelijk Museum
Das Stedelijk Museum (deutsch Städtisches Museum) ist ein Kunstmuseum in Amsterdam in der Paulus-Potterstraat des Stadtteils Oud-Zuid im Stadtbezirk Amsterdam-Zuid. In unmittelbarer Nachbarschaft befinden sich das Van Gogh Museum und das Rijksmuseum.

## Geschichte

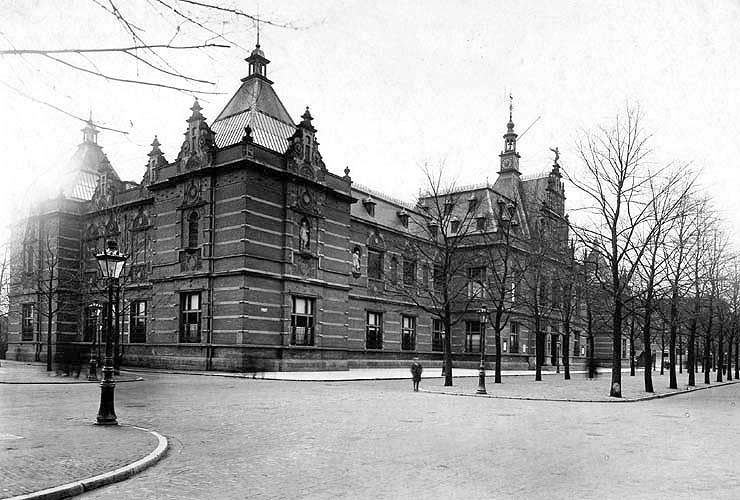
Stedelijk Museum in der Paulus Potterstraat kurz nach dem Bau 1895

### 1895 bis 2003
Das Städtische Museum wurde 1895 als stadtgeschichtliches Museum für den Nachlass der Witwe des jüdischen Kunst- und Antiquitätensammlers Pieter Lopez Suasso, Sophia Adriana de Bruijn gegründet. Das Museumsgebäude wurde von Adriaan Willem Weissman im Stil der Neo-Renaissance entworfen und in der Paulus Potterstraat gebaut. Gezeigt wurden zunächst Möbel, Münzen, Silberwaren, Schmuck und Wohnungseinrichtungen aus alten Amsterdamer Häusern. Darüber hinaus konnten auch eine Waffensammlung sowie eine alte Apothekeneinrichtung besichtigt werden.
Zwischen 1920 und 1940 begann man Teile der Sammlungen in andere Museen zu verlagern, um sich mehr auf moderne Kunst zu fokussieren. Am 2. November 1926 konnte anlässlich des 650. Jahrestags der Stadtgründung von Amsterdam im historischen Gebäude der Stadtwaage auf dem Nieuwmarkt das Amsterdams Historisch Museum, das heutige Amsterdam Museum eingeweiht und die stadtgeschichtliche Sammlung ausgelagert werden. In dieser Zeit entstand im Stedelijk Museum eine Sammlung zeitgenössischer niederländischer und französischer Kunst. Von 1930 an beherbergte das Museum die umfangreiche Van-Gogh-Sammlung, die 1972 nebenan in ein eigenes Museum (Van Gogh Museum) zog. Zu Beginn der 1970er Jahre wurden die letzten historischen Wohnungseinrichtungen ausgegliedert, und das Museum etablierte sich als Amsterdams erste Adresse für moderne Kunst.
Unter den Direktoren Edy de Wilde und Rudi Fuchs fand eine internationale Ausrichtung der der Ausstellungen statt.

### Schließung und Umbau 2003 bis 2012

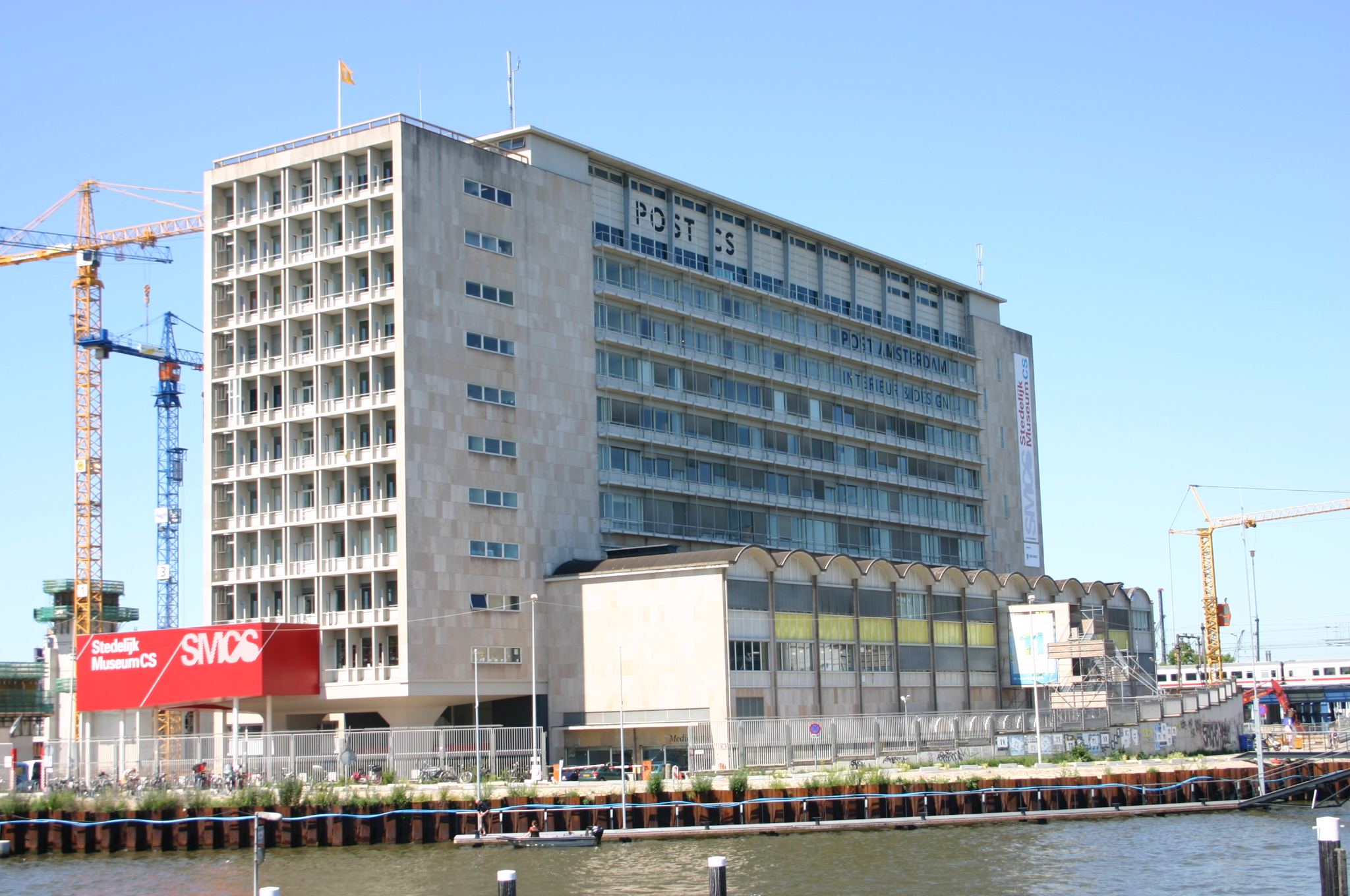
Zwischenlösung: Das Stedelijk Museum im Post CS-Gebäude (2005)

Im Jahr 2003 musste das historische Museumsgebäude in der Waag auch wegen Brandschutzauflagen geschlossen werden. Teile der Sammlung (Kunst ab 1968) waren bis September 2008 im mittlerweile abgerissenen Post CS-Gebäude östlich des Hauptbahnhofs Amsterdam Centraal zu sehen.

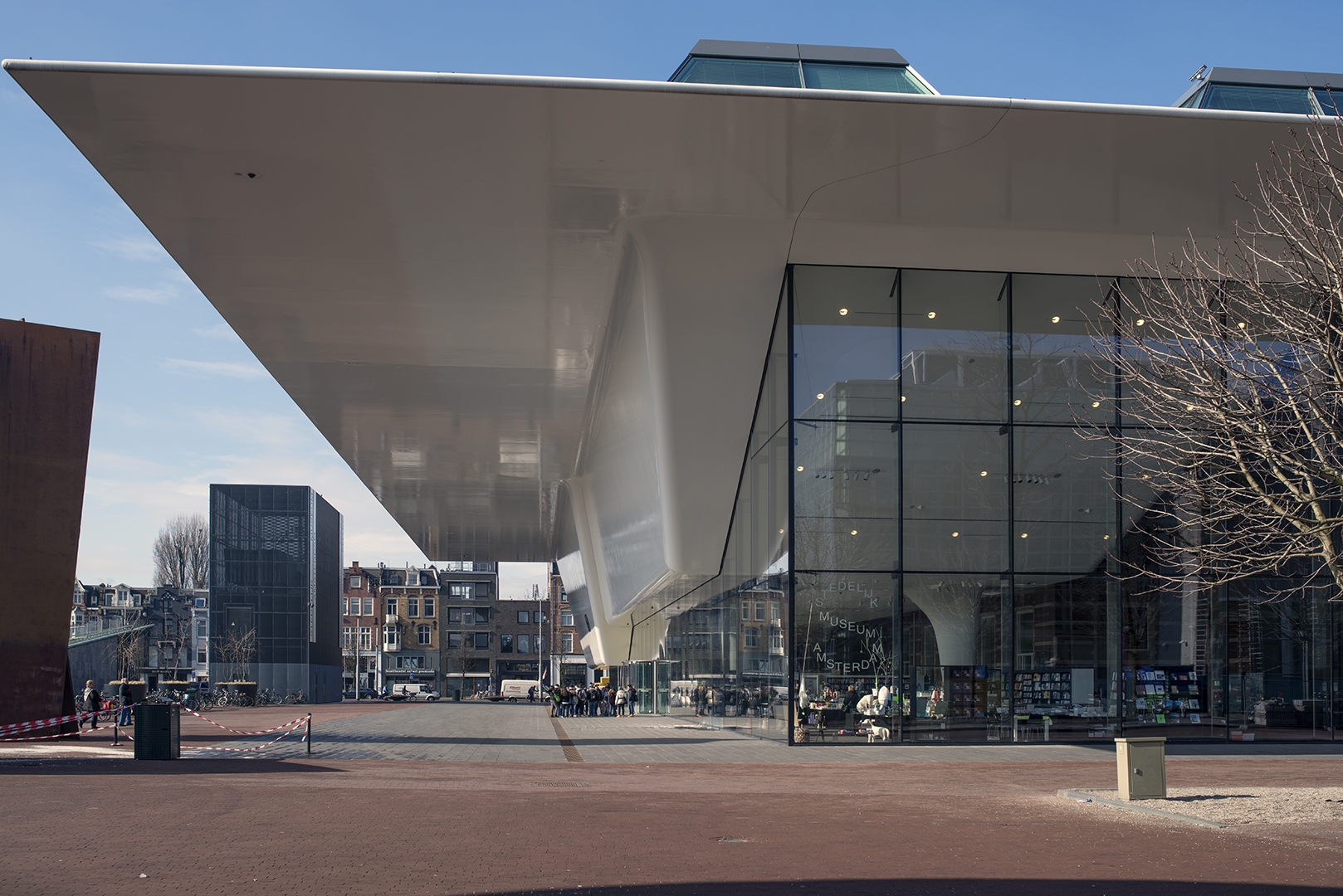
Der neue Gebäudeteil des Stedelijk Museums

Das Stedelijk Museum wurde nach Entwürfen von Benthem Crouwel Architekten umgebaut. In der Zwischenzeit veranstaltete das Museum Ausstellungen und andere Aktivitäten an verschiedenen Orten innerhalb Amsterdams. So wurde am 3. März 2011 die Ausstellung Temporary Stedelijk 2 im renovierten, aber noch nicht fertiggestellten historischen Gebäudeteil eröffnet. Nach der Insolvenz der mit dem Umbau beauftragten Baufirma Midreth verzögerte sich der Umbau. Die Bauarbeiten an dem mindestens 4,5 Millionen Euro teurer werdenden Projekt ruhten seit Februar 2011. Ende März 2011 gab die Gemeinde Amsterdam die Übernahme des Projekts durch den Baukonzern VolkerWessels bekannt.
Die Wiedereröffnung fand am 22. September 2012 durch die niederländische Königin Beatrix statt.

## Sammlung
Alle bedeutenden Strömungen der Modernen Kunst sind exemplarisch im Stedelijk Museum vertreten. Zu sehen sind neben Künstlern der klassischen Moderne (Pablo Picasso, Claude Monet, Pierre-Auguste Renoir, Paul Cézanne, Wassily Kandinsky, Marc Chagall), umfangreiche Werkgruppen der Künstlergemeinschaften De Stijl (Piet Mondrian, Theo van Doesburg, Gerrit Rietveld) und CoBrA (siehe auch Cobra Museum in Amstelveen). Kasimir Malewitsch ist mit 29 Bildern vertreten und es gibt Sammlungen mit deutschen Expressionisten, amerikanischer Pop Art, Videokünstlern (Nam June Paik, Bruce Nauman), Arte Povera, zeitgenössischen Deutschen (Reinhard Mucha, Anselm Kiefer, Georg Baselitz, Markus Lüpertz, A. R. Penck) und aktueller britische Kunst (Gilbert & George, Damien Hirst).

## Auszeichnungen
Das Stedelijk Museum wurde 2009 mit dem erstmals vergebenen Turing Award for exhibition ausgezeichnet, der mit 450.000 Euro dotiert ist. Das Museum erhielt das Preisgeld für das Konzept einer von Eva Meyer-Hermann konzipierten und kuratierten Ausstellung des amerikanischen Künstlers Mike Kelley, die als Retrospektive nach der Wiedereröffnung präsentiert wurde.